# Pia Zerkhold
Pia Zerkhold (Wiener Neustadt, 26 de octubre de 1998) es una deportista austríaca que compite en snowboard. Ganó una medalla de plata en el Campeonato Mundial de Snowboard de 2023, en la prueba de campo a través por equipo mixto.

## Medallero internacional
| Campeonato Mundial | Campeonato Mundial  | Campeonato Mundial | Campeonato Mundial              |
| Año                | Lugar               | Medalla            | Prueba                          |
| ------------------ | ------------------- | ------------------ | ------------------------------- |
| 2023               | Bakuriani (Georgia) | Medalla de plata   | Campo a través por equipo mixto |